# Phaenopsylla jordani
Phaenopsylla jordani är en loppart som beskrevs av Lewis 1973. Phaenopsylla jordani ingår i släktet Phaenopsylla och familjen smågnagarloppor. Inga underarter finns listade i Catalogue of Life.